# Amaurobius drenskii
Amaurobius drenskii là một loài nhện trong họ Amaurobiidae.
Loài này thuộc chi Amaurobius. Amaurobius drenskii được Josef Kratochvíl miêu tả năm 1934.